# 索查河畔卡納爾市鎮
索查河畔卡纳尔市镇（發音：[kaˈnaːl ɔp ˈsoːtʃi] 或 [kaˈnaːu̯ ɔp ˈsoːtʃi]），是斯洛維尼亞西部傳統沿海地區的一個市镇，行政中心为卡纳尔。该市镇成立於1994年。

## 外部連結
维基共享资源上的相關多媒體資源：索查河畔卡納爾市鎮
- 官方网站  （斯洛文尼亚文）
- Municipality of Kanal ob Soči on Geopedia （页面存档备份，存于）